# František Klajban
František Klajban (23. července 1888 Hronec – 8. března 1971 Jablonec nad Nisou) byl československý politik a meziválečný poslanec Národního shromáždění za Československou stranu národně socialistickou.

## Biografie
Angažoval se u Československých legií. Profesí byl strojníkem. Podle údajů z roku 1935 bydlel v Hronci.
Patřil mezi vedoucí představitele Československé strany národně socialistické na Slovensku. Po parlamentních volbách v roce 1935 za ni získal poslanecké křeslo v Národním shromáždění. Mandát mu ale byl přidělen až dodatečně, v dubnu 1938, jako náhradníkovi poté, co zemřel poslanec Vladimír Polívka. Poslanecký post si oficiálně podržel do zrušení parlamentu roku 1939, přičemž krátce předtím, v prosinci 1938, ještě přestoupil do klubu Hlinkova slovenská ľudova strana - Strana slovenskej národnej jednoty, do které se spojily všechny slovenské nesocialistické strany.